# Fvck
FVCK (izg. fák) je debitantski studijski album slovenske metal skupine The Canyon Observer, izdan 20. novembra 2015 pri založbi Kapa Records. Izšel je v digitalni obliki (po principu »plačaj, kolikor želiš«) in v obliki CD-ja, januarja 2016 pa še v obliki vinilne plošče. Album je izšel tudi pri francoski založbi Vox Project.
Na albumu sta kot nova člana skupine bobnar Simon Intihar in kitarist Miloš Milošević. Producent je bil Scott Evans, znan po sodelovanju s skupino Neurosis, za mastering pa je poskebel James Plotkin, ki je sodeloval že tudi s skupino Isis.

## Promocija
Album je na dan izida skupina uradno predstavila na koncertu v Stari mestni elektrarni. Skupina je tudi nastopila v okviru festivala MENT Ljubljana.
Konec februarja 2016 so preživeli na turneji na Kubi (imenovani CVBA), ki so jo končali s koncertom v Gali Hali na Metelkovi 1. marca. Obiskali so kar šest kubanskih mest. Nik Franko, basist, je nenavadno izbiro destinacije pojasnil: »Zdela se nam je zanimiva in enkratna priložnost, življenje je kratko, naj bo sladko.«

## Kritični odziv
Kritični odziv na album je bil pozitiven. Za Radio Študent je Andrej Dujc napisal: »Od komada do komada rušijo preverjene forme in tako neobremenjeni s predalčkanjem v različne žanre napredujejo močnejši kot kdajkoli.«
Uvrščen je bil na 5. mesto seznama Naj domača tolpa bumov 2015.
Za RockOnNet je Sandi Sadar Šoba rekel, da je album »prvo dejanje, ki premore vse adute, da kakovostno pretrese tudi svet onkraj Alp, kakšno pa bo nadaljevanje nadgradnje pa (zaenkrat še) ni pomembno!«
Za revijo Mladina je Veljko Njegovan v svoji recenziji brez številčne ocene rekel: »Temačen, mrzel, na trenutke tudi zamegljen plošček, ki preseneti z nadžanrsko naravnanostjo, tehnično pestrostjo, predvsem pa z izrazito poudarjenim temačnim, depresivnim in zloveščim razpoloženjem, ki je zasedbi očitno pisano na kožo.«
Za Rockline pa je Rok Klemše z oceno štirih zvezdic album označil za »magnum opus benda« in posebej pohvalil ritem sekcijo ter vokal Matica Babiča.
Novembra so The Canyon Observer na Valu 202 gostovali v oddaji Na piedestal. Ob koncu leta je bil s strani spletne revije Hrupmag album izbran za najboljši domači album leta.

### Priznanja
| objava        | uvrstitev | seznam                      |
| ------------- | --------- | --------------------------- |
| Radio Študent | 5.        | Naj domača tolpa bumov 2015 |
| Hrupmag       | 1.        | Best of 2015                |

## Seznam pesmi
Vse pesmi je napisala skupina The Canyon Observer.
| Št.             | Naslov              | Dolžina |
| --------------- | ------------------- | ------- |
| 1.              | „Luscious Red‟      | 8:52    |
| 2.              | „Bounds Tied Tight‟ | 10:11   |
| 3.              | „Lost in Silence‟   | 5:52    |
| 4.              | „All of Her, Mine‟  | 14:57   |
| Skupna dolžina: | Skupna dolžina:     | 39:52   |

## Zasedba
| The Canyon Observer - Gašper Letonja — kitara - Matic Babič — vokal - Simon Intihar — bobni - Miloš Milošević — kitara - Nik Franko — bas kitara | Ostali - Blaž Gracar — dodatni efekti - Jernej Černalogar — snemanje, inženining - Scott Evans — miksanje, produkcija - James Plotkin — mastering - Lina Noir — oblikovanje |